# Хирадо-Синдэн (княжество)
Княжество Хирадо-Синдэн (яп. 平戸新田藩 Хирадо-Синдэн-хан) — феодальное княжество (хан) в Японии периода Эдо (1689—1870), в провинции Хидзэн региона Сайкайдо на острове Хирадо (современная префектура Нагасаки).
Дочернее княжество Хирадо-хана.

## Краткие сведения
Административный центр княжества — городок Татеяма (современный город Хирадо, префектура Нагасаки).
Другое название — Хирадо-Татеяма-хан (平戸館山藩)
Доход княжества: 10 000 коку риса
Хирадо-Синдэн-хан управлялся родом Мацуура, который принадлежал к тодзама-даймё и имел статус правителя лагеря (陣屋). Главы рода имели право присутствовать в вербовом зале сёгуна.
Хирадо-хан был ликвидирован в 1871 году.

## Правители княжества
- Род Мацуура, 1689—1870 (тодзама-даймё)

| № | Имя                 | Имя     | Годы правления | Годы жизни  | Ранг, титул       | Примечания                                 |
| - | ------------------- | ------- | -------------- | ----------- | ----------------- | ------------------------------------------ |
| 1 | Мацуура Масаси      | 松浦 昌 | 1689 — 1706    | 1651 — 1736 | неизвестно        | Второй сын Мацууры Сигэнобу (ІІ)           |
| 2 | Мацуура Сатоси      | 松浦 邑 | 1706 — 1708    | 1670 — 1708 | неизвестно        | Старший сын Мацууры Масаси                 |
| 3 | Мацуура Тикаси (І)  | 松浦 鄰 | 1708 — 1728    | 1705 — 1728 | 従五位下 豊後守   | Сын и преемник Мацууры Сатоси              |
| 4 | Мацуура Итару       | 松浦 到 | 1728 — 1766    | 1716 — 1783 | 従五位下 大和守   | Шестой сын Мацууры Ацунобу                 |
| 5 | Мацуура Такаси      | 松浦 宝 | 1766 — 1783    | 1646 — 1713 | 従五位下 大和守   | Старший сын Мацууры Итару                  |
| 6 | Мацуура Тадаси      | 松浦 矩 | 1783 — 1803    | 1769 — 1803 | 従五位下 大和守   | Сын Мацууры Такаси                         |
| 7 | Мацуура Тикаси (ІІ) | 松浦 良 | 1803 — 1814    | 1790 — 1815 | 従五位下 織部正   | Сын Мацууры Ёсинобу и внук Мацууры Ацунобу |
| 8 | Мацуура Хикару      | 松浦 晧 | 1814 — 1850    | 1804 — 1856 | 従五位下 豊後守   | Четвертый сын Мацууры Киёси                |
| 9 | Мацуура Нагаси      | 松浦 脩 | 1850 — 1870    | 1832 — 1906 | 従五位下 左近将監 | Сын и преемник Мацууры Хикару              |